# Arthropleura

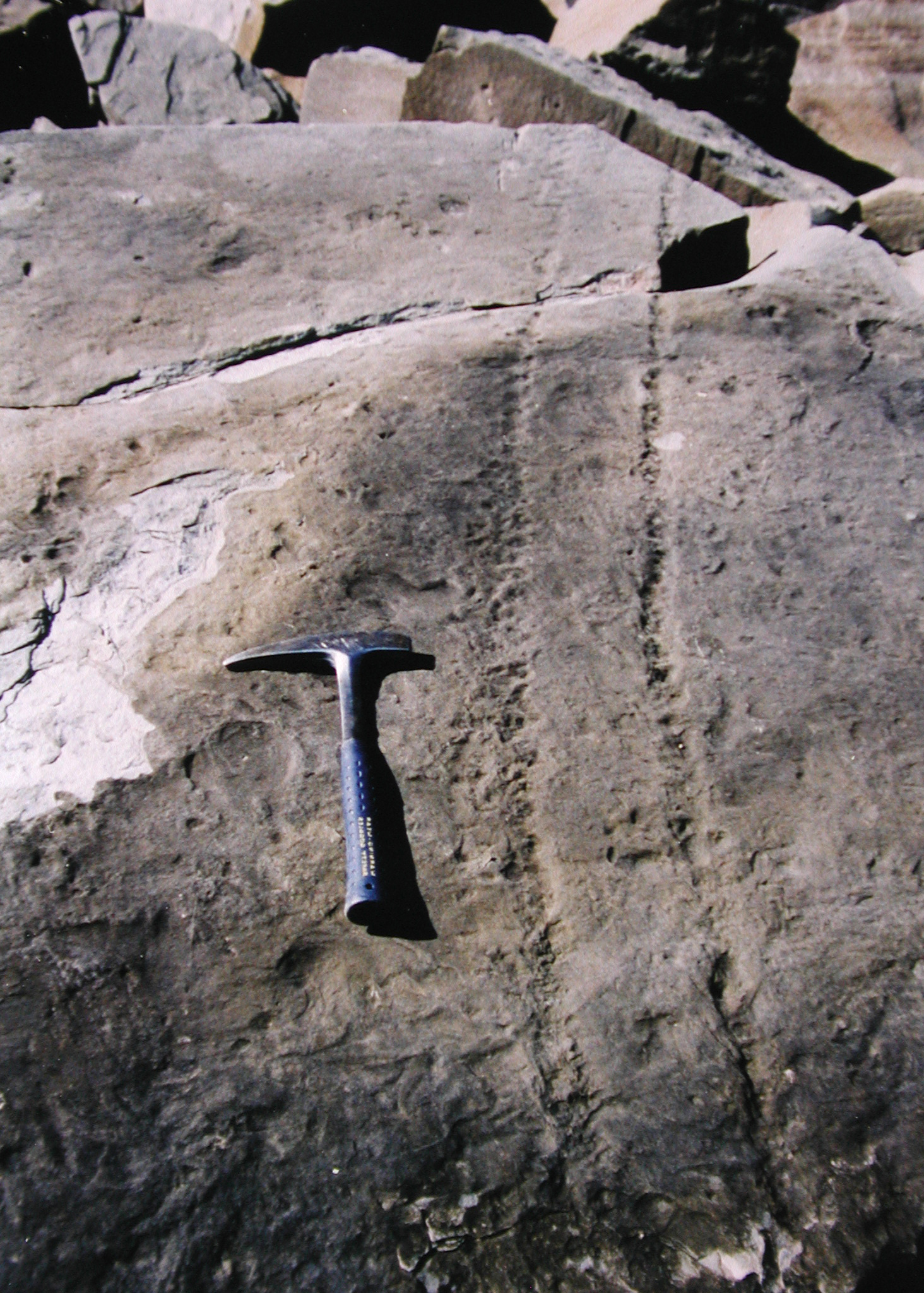
Diplichnites de un espécimen de Arthropleura en la Formación Joggins (Pensilvánico), Cumberland Basin, Nueva Escocia.

Arthropleura es un género extinto de miriápodos diplópodos de la familia de los artropléuridos. Eran similares a un milpiés gigante, y vivieron en el período Carbonífero (hace 340-280 millones de años) en los actuales territorios de Norteamérica y Escocia. Con una longitud de al menos entre 0,3 y 2,3 metros, son los invertebrados terrestres de mayor tamaño conocidos de todos los tiempos. A pesar de su apariencia aterradora, parece ser que eran herbívoros.  Habitaban bosques húmedos donde los reptiles, anfibios e insectos abundaban, y podrían alimentarse de los musgos y la vegetación putrefacta que encontraban a su paso entre la maleza de helechos. Se cree que a los depredadores podría resultarles difícil atacarles ya que estaban cubiertos de una coraza con púas muy cortas.

## Descripción y comportamiento
La alimentación de las arthropleuras es un tema de debate entre científicos, ya que ninguno de los fósiles conserva la boca. No obstante, es razonablemente cierto que podrían haber tenido unas poderosas y afiladas mandíbulas. Basándose en esta suposición, se solía pensar que las artropleuras eran carnívoras, aunque en fósiles recientemente descubiertos se ha hallado polen en el tracto digestivo[cita requerida], lo cual sugiere que la criatura se alimentaba de plantas. Es posible que las artropleuras más pequeñas fuesen vegetarianas, siendo las de mayor tamaño omnívoras, las cuales usarían sus mandíbulas para alimentarse de vegetación, insectos y otros animales pequeños. Se estima que una artropleura de tamaño medio podría haber necesitado una tonelada de vegetación al año.
Se han hallado icnitas de Arthropleura en muchos lugares. Aparecen como columnas largas y paralelas de pequeñas huellas, que demuestran que el animal se movía rápidamente por el suelo del bosque, virando bruscamente para evitar obstáculos, tales como árboles y rocas. Cuando se movían con gran velocidad, su cuerpo se estiraba y se hacía más largo, proporcionando una mayor longitud de zancada y permitiéndole moverse con mayor rapidez.  Dichas icnitas reciben el icnotaxón Diplichnites cuithensis.
A medida que se movían, las artropleuras podrían haber rozado muchos tipos diferentes de plantas, y podrían haber ayudado a la reproducción del bosque moviendo el polen o las esporas de un lugar a otro. También se piensa que eran capaces de desplazarse por debajo del agua, y que podrían haber vuelto a los lagos y ríos para mudar su exoesqueleto. Esto haría a la artropleura vulnerable frente al ataque de grandes peces y anfibios. Fuera del agua una artropleura adulta podría haber tenido pocos enemigos.

## Evolución y extinción
Las artropleuras evolucionaron a partir de ancestros parecidos a los crustáceos, del Carbonífero, y eran capaces de crecer más que los modernos artrópodos, en parte debido al alto porcentaje de oxígeno en la atmósfera terrestre existente, y en parte como consecuencia de la ausencia de grandes depredadores vertebrados terrestres. Las huellas fósiles de un artrópodo que se remonta al Silúrico se atribuyen a veces a Arthropleura o a un diplópodo del período Silúrico-Devónico Inferior llamado Eoarthropleura. Arthropleura se extinguió al principio del período Pérmico, cuando el húmedo clima empezó a hacerse seco, destruyendo las selvas del Carbonífero y dando lugar a la desertificación característica del Pérmico. A causa de ello, los niveles de oxígeno en la atmósfera empezaron a descender. Ninguno de los artrópodos gigantes pudieron sobrevivir al nuevo clima, seco y con menor concentración de oxígeno.

## En la cultura popular
- Arthropleura apareció en la serie de la BBC Walking with Monsters (2005) y en la serie de la ITV Parque prehistórico (2006). También se usó como tema central del segundo episodio de la serie de la ITV Primeval (2007), aunque la producción aumentó su tamaño a seis metros de longitud y le añadió una mordedura venenosa.

## Galería
|                                                                                    |
| Icnitas de un espécimen de Arthropleura en Laggan Harbour, Isla de Arran, Escocia. |

|                                      |
| Impresión artística de Arthropleura. |